# JTBC 챌린지 매치
JTBC 챌린지 매치는 JTBC가 후원하고 한국기원이 주최ㆍ주관하는 바둑 기전이다. 기사들에게 더 많은 대국기회를 주고자 마련한 챌린지매치는 2017년 9월 바둑TV배로 처음 열렸고, 11월에는 2회 대회를 화성시장배로 연 바 있다. 16강부터 결승까지 '2017 대한민국 바둑대축제' 행사의 하나로 펼쳐진 두 대회는 비공식전이었다. JTBC가 후원사로 나서는 3회 대회부터는 규모를 키워 공식기전으로 자리잡았다. JTBC배는 1월부터 5월까지 모두 네 차례 열린다.

## 대회 방식
- 별도의 예선 없이 1회전부터 6회전까지 토너먼트로 4강 진출자를 가린 후 4강과 결승 단판승부로 우승자를 가린다.

## 대국 규정
- 제한시간 20분에 매수 20초가 추가되는 피셔방식.

## 대회 상금
- 네 차례 대회의 총규모는 2억2000만원이며, 매 대회의 우승상금은 1500만원, 준우승 700만원이다. 이 밖에 64강 진출시부터 대국료가 지급된다.

## 역대 우승자
| 연도     | 우승        | 전적 | 준우승      |
| -------- | ----------- | ---- | ----------- |
| 2017     | 강동윤 九단 | 1:0  | 김명훈 五단 |
| 2018-1차 | 김지석 九단 | 1:0  | 최재영 三단 |
| 2018-2차 | 이세돌 九단 | 1:0  | 허영호 九단 |
| 2018-3차 | 변상일 七단 | 1:0  | 신민준 七단 |
| 2018-4차 | 신진서 九단 | 1:0  | 나현 九단   |